# Епитафи Мићовићима на гробљу Рајковача у Ртарима
Епитафи Мићовићима на гробљу Рајковача у Ртарима представљају епиграфска и фамилијарна сведочанства преписана са старих надгробних споменика у доњодрагачевском селу Ртари, Oпштина Лучани.
Мићовићи воде порекло из села Граб испод планине Брњаче, између Новог Пазара и Сјенице.
Током Јаворског рата 1876. године Бојо Мићовић је са породицом - супругом Стаменом, синовима Иваном и Јованом и кћерком Василијом пребегао са турске територије, кроз линију фронта. Од све имовине узели су само оно што су могли са собом да понесу.
Мићовићи су се настанили у Зеокама, на сеоском гробљу. Две године су провели живећи у капели. Средства за живот обезбеђивали су надничећи код имућних домаћинстава у Зеокама и Ртарима.
По Стамениној смрти, Бојо је упознао Цмиљку, супругу покојног Тома Раденковића из Ртара са којом се оженио и преселио са породицом у Ртаре. Бојо је доживео дубоку старост. Према књизи умрлих живео је 98 година. Умро је 1918.
Бојов старији син Иван женио се три пута и имао десеторо деце. Умро је 1943, од повреда које су му нанели Бугари приликом паљења села.
Други син Јован је са супругом Миленију имао четрнаесторо деце. Синови Петар и Милија погинули су као војници током првог светског рата.
Ћерка Василија била је удата за Величка Радосављевића из Ртара.
Мићовићи данас живе у Ртарима, Београду, Чачку и Врњачкој Бањи. Славе Лучиндан.
Споменик Милени Мићовић (†18??)
Овде почива раб божија
МИЛЕНА
супруга Јована Мићовића из Ртара
која поживи 56 год (даље оштећено)
Споменик дечаку Миладину Мићовићу (†18??)
Овде почива младенац
МИЛАДИН
син Јована умро (даље оштећено)
Споменик девојчици Милени Мићовић (†19??)
Овде почива
МИЛОСАВА
кћер Ивана Мићовића (даље нечитко)
Споменик девојчици Горгини Мићовић (†1914)
ГОРГИНА
од 9 год.
кћер Ивана и Јулијане Мићовић
умрла 9 априла 1914 год.
Спомен подиже јој отац Иван
Споменик војнику Бошку (†1914) и Јулки (†19??) Мићовић
Овај спомен показује име
БОШКА Мићовића из Ртара
поживи 20 год.
као војник I чете 3 батаљона 11 пука
учестовао у рату 1914. г.
а погинуо 10 новембра 1914 г.
Спомен подиже му отац Иван
Овде је сахрањено тело
ЈУЛКЕ
жене Иванове
поживи 36 год.
а умре 11 марта 19 ...
Споменик стогодишњаку Боју Мићовићу (†1917)
Овде почива раб божи
БОЈО Мићовић из Ртара
часно поживи 99 год.
Умро 14 јануара 1917 год.
Споменик Јовану Мићовићу (†1917)
Овде почивају земни остатци покој.
ЈОВАНА Мићовића
пож. 52 г.
умро 1917 г. … (даље оштећено)
Овај споменик подигоше му синови
Милић и Владе
Споменик младићу Велимиру Мићовићу (†1927)
Овде почива тело мога милог
и никада заборављеног сина
ВЕЛИМИРА Мићовића из Ртара
часно поживи 19 г.
престави се у вечност 17 априла 1927.
Спомен подиже му отац Иван
Споменик Милијани (†1929) и девојци Љубици (†1945) Мићовић
Овде почива
МИЛИЈАНА
супруга Милића Мићовића
рођена 25 марта 1901. год.
а као честита домаћица поживи 30 г.
умре 1929 год у Ртарима
Спомен јој подигоше синови
Блажимир и Милисав
ЉУБИЦА
рођена 16 јула 1922 г
умрла 1945 год.
поживи 20 г.
Испусти своју душу
у најлепше доба
своје младости
од тешке болести
Спомен подигоше јој
браћа Владимир и Милисав
Споменик четворогодишњој Вери Мићовић (†1933)
Овде труне увенуло цвеће
рано цвета а рано увену
као ружа од јаркога сунца
ВЕРА
кћи Милића и Добринке Мићовић из Ртара
рођена 8 фебруара 1929 г.
умрла 12 фебруара 1933 год.
Спомен подижу јој
отац Милић и мајка Добринка
Споменик Видосави Мићовић (†1949)
Овде почива тело покој
ВИДОСАВЕ
супруге Владе Мићовића из Ртара
поживи 42 год
а престави се у вечност 5 јула 1949 године
Овај спомен подигоше јој
муж Владе и син Љубиша
кћерке Ангелина и Лепосава
сна Пајка
Споменик Милићу Мићовићу (†1950)
Овде почива
МИЛИЋ Мићовић из Ртара
који часно поживи 60 год.
по занимању био је трговачки
помоћник и земљорадник
учестовао је у рату 1912 до 1918 год
као поднаредник са Солунског фронта.
Милић је одликован
Карађорђевићевом звездом
умро је 1. новембра 1950 г.
Спомен подиже му синови
Блажимир Милисав Драган
и сна Стана